# Marie Tussaud
Marie Tussaud også kaldt Marie Grosholtz (som også staves Grossholtz eller Grossholz) (1761-1850) var en schweizisk voksmodellør.
Under den franske revolution lavede hun sammen med Philippe Curtius, som havde sit eget voksmuseum i Paris, dødsmasker af guillotinerede berømtheders hoveder. I 1800 rejste hun rundt i England med sine voksfigurer, og hun lavede en permanent udstilling i London i 1835, efterfølgende kendt som voksmuseet Madame Tussaud's.